# Rulyrana susatamai
Rulyrana susatamai es una especie de anfibio anuro de la familia de las ranas de cristal (Centrolenidae). Se distribuye por los departamentos de Tolima, Caldas y Antioquia (Colombia) entre los 400 y 1650 m de altitud. Las principales amenazas a su conservación son la pérdida y fragmentación de su hábitat.